# Castelo de Tattershall
O castelo de Tattershall é um castelo em Tattershall, Lincolnshire, Inglaterra, a cerca de 19 km a nordeste de Sleaford. Ele está sob os cuidados do National Trust.